# Angraecum dendrobiopsis
Angraecum dendrobiopsis Schltr. è una pianta della famiglia delle Orchidacee, endemica del Madagascar.

## Descrizione
Angraecum dendrobiopsis è una orchidea epifita con fusto a crescita monopodiale, privo di pseudobulbi, lungo 25–60 cm, e foglie lanceolate, carnose, lunghe 5–12 cm.

I fiori, molto odorosi soprattutto durante la notte, sono riuniti in infiorescenze racemose, lunghe 4–12 cm, che originano dalle ascelle foliari, e sono di colore bianco, con labello ovato-romboidale, dotato di sperone lungo 35 mm.

## Biologia
Al pari della maggior parte delle specie di Angraecum si ritiene che anche questa specie si riproduca grazie alla impollinazione entomofila da parte di farfalle notturne della famiglia Sphingidae, anche se lo specifico lepidottero impollinatore non è stato identificato con certezza.

## Distribuzione e habitat
Cresce come epifita nelle foreste umide del Madagascar settentrionale, ad altitudini tra 1500 e 2000 m.

## Conservazione
La Lista rossa IUCN classifica Angraecum dendrobiopsis come specie vulnerabile.